# Sarrat des Malhs
El Sarrat des Malhs és una serra situada al municipi de Les a la comarca de la Vall d'Aran, amb una elevació màxima de 1.100 metres.